# 甲賀市立信楽小学校
甲賀市立信楽小学校（こうかしりつ しがらきしょうがっこう）は、滋賀県甲賀市にある市立の小学校。

## 所在地
- 滋賀県甲賀市信楽町江田969番地[1]

## 沿革
- 明治6年12月 - 長野学校が設立[2]
- 明治19年11月 - 簡易科長野小学校に改称
- 明治20年5月 - 尋常科長野小学校に改称
- 明治21年4月 - 簡易科城山小学校と合併
- 明治25年4月 - 尋常科長野小学校が簡易科長野北小学校と合併し長野尋常小学校に改称
- 明治31年8月 - 長野尋常高等小学校に改称
- 明治33年4月 - 長野尋常小学校と長野高等小学校に分離
- 明治43年4月 - 長野尋常高等小学校に改称
- 昭和5年2月 - 信楽尋常高等小学校に改称
- 昭和16年4月 - 信楽国民学校に改称
- 昭和22年4月1日 - 信楽町立信楽小学校に改称
- 昭和39年4月 - 神山分教場を統合
- 昭和48年4月 - 田代分教場、畑分教場を統合
- 平成16年10月1日 - 甲賀市立信楽小学校に改称

## 校区
この小学校の校区は以下の通り。
信楽町長野、信楽町神山、信楽町江田、信楽町田代、信楽町畑

## 学校教育目標
信・楽

### 経営方針
- 自分が信じられる力をつける
- 信頼関係を大切にする
- 楽しい気持ちでする

### 子ども像
- 心　清く・・・心豊かで気遣える子
- 望み高く・・・自ら学び続ける子
- 絆かたく・・・自分を鍛えられる子

### 重点目標
- 学ぶ楽しさと学力づくり
- 感性豊かな心づくり
- 温かな仲間づくり
- たくましい体と健康づくり
- 信頼される学校
- 安全・安心な学校

## 学校の特徴
- 校区は長野･江田･神山･畑･田代・西の6地区から構成される[5]。長野区は、古くから信楽焼の産地として発展してきた地域で、人口が集中し信楽町の中心となっている。
- 明治6年創設の伝統ある学校で、卒業生も数多く地域に住み、地域に愛されている学校である。
- 陶芸体験を大切にし、地域の陶芸家や伝統工芸師さんとの交流がある。その他福祉体験や地域の方とふれ合う体験などもあり、ふるさと信楽を愛する子どもたちを育てている。